# Abu Salabich

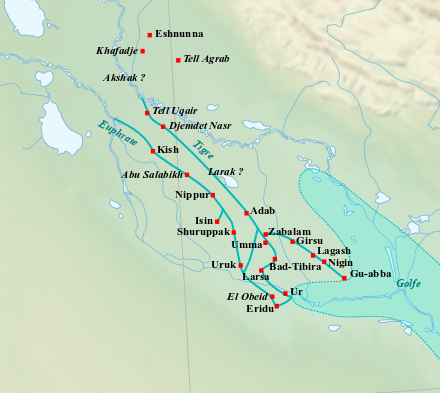
mapa z zaznaczonym położeniem Abu Salabich i innych ważnych miast Sumeru w okresie wczesnodynastycznym (ok. 2900-2350 p.n.e.)

Abu Salabich (obecna nazwa arabska Tell/Īšān Abū eṣ-Ṣalābīh) – stanowisko archeologiczne w południowym Iraku, w muhafazie Al-Kadisijja, leżące w odległości ok. 16 km na północny zachód od Nippur.

## Stanowisko
Stanowisko Abu Salabich zlokalizowane jest w centrum mezopotamskiej równiny aluwialnej, pomiędzy rzekami Eufrat i Tygrys. Umiejscowienie i geomorfologia wskazują, że w starożytności leżeć ono musiało nad główną odnogą Eufratu, tą samą nad którą leżały również miasta Kisz i Nippur. Samo stanowisko zajmuje obszar o powierzchni ok. 2 x 1 km. Znajduje się na nim kilkanaście niewielkich telli. Żaden z nich nie wznosi się więcej niż 5 m ponad otaczającą je równinę, ale ich dolne partie pokrywa 2–3 m warstwa naniesionego mułu.

## Nazwa
Starożytna nazwa stanowiska nie jest pewna. Początkowo próbowano identyfikować je z miastem Kesz, ale obecnie przyjmuje się, iż Kesz leżało bardziej na wschód, w pobliżu miasta Adab. Na chwilę obecną najlepszym kandydatem wydaje się być znane z tekstów miasto Eresz, którego bóstwem opiekuńczym była Nisaba, bogini sztuki pisarskiej.

## Historia
Stanowisko zasiedlone było w IV i III tys. p.n.e. Najwcześniejsze ślady osadnictwa (fragmenty ceramiki) sięgają późnego okresu Ubajd (koniec V - początek IV tys. p.n.e.). Warstwy z okresu Uruk (IV tys. p.n.e.) odkryto w tellach: płd-zach (tzw. tell „Uruk”), zachodnim i płn-wsch. Warstwy z okresu wczesnodynastycznego (III tys. p.n.e.) w tellach: płn-zach (początek ED I, ok. 2900 p.n.e.), głównym (nie wcześniej niż późny ED I) i południowym (ED III). Data opuszczenia stanowiska jest trudna do ustalenia z powodu erozji. Nie wydaje się jednak, aby tell „Uruk” zasiedlony był po okresie Uruk, a tell zachodni po okresie ED I. Najpóźniejsze ślady zabudowy na tellu głównym sięgają ED III, ale fragmenty ceramiki wskazują na ślady zasiedlenia w okresie akadyjskim i Ur III. Nie ma żadnych śladów zasiedlenia z II tys. p.n.e. lub późiejszych.

## Prace wykopaliskowe
Jako pierwszy wykopaliska w Abu Salabich zapoczątkował Vaughn E. Crawford z ramienia American School of Oriental Research (lata 1963-65). W pomieszczeniach budynku na tellu głównym (obszar E), należącym najprawdopodobniej do kompleksu świątynnego, odkrył on ok. 500 rozrzuconych fragmentów presargonidzkich tabliczek pokrytych pismem klinowym. Opublikowane w 1974 r. przez Roberta D. Biggsa zrewolucjonizowały one naszą wiedzę o wczesnej literaturze mezopotamskiej. Na szczególną uwagę zasługują wersje „Instrukcji Szuruppaka” i „Hymnu do świątyni w Kesz”. Odkryto również listy leksykalne i geograficzne, fragmenty utworów literackich i religijnych, a także dokumenty administracyjne. Późniejsze prace na stanowisku doprowadziły do odkrycia kolejnych tabliczek (część z nich w innych budynkach na tellu głównym), w tym kolejnych tekstów administracyjnych. Wykopaliska na stanowisku wznowiono w 1975 roku z ramienia British School of Archaeology in Iraq pod kierunkiem J.N. Postgate’a. Prace z przerwami trwały do 1989 roku. W ich wyniku odsłonięto ok. 4 ha (10 akrów) powierzchni miasta, co pozwoliło ustalić sieć ulic, linię murów miejskich, lokalizację bram i wielu budynków. Na obszarach A i E tella głównego odkryto liczne groby z bogatym wyposażeniem grobowym (ceramika, biżuteria). Susan M. Pollock prowadziła wykopaliska na tellu „Uruk” w latach 1985-1990. Jej praca potwierdziła zasiedlenie stanowiska od wczesnego do późnego okresu Uruk.

## Literatura (wybór)
- Robert D. Biggs, Inscriptions from Tell Abū Şalābīkh (1974)
- A.R. Green i inni, Abu Salabikh Excavations vol. 4 (The 6G Ash-Tip and Its Contents, 1993)
- H.P. Martin, J. Moon, J.N. Postgate, Abu Salabikh Excavations vol. 2 (Graves 1 to 99, 1985)
- Jane Moon, Abu Salabikh Excavations vol. 3 (Catalogue of Early Dynastic Pottery, 1987)
- Susan Pollock, Abu Salabikh, the Uruk Mound, 1985-86, Iraq 49 (1987), s. 121-141.
- Susan Pollock, Archaeological Investigations on the Uruk Mound Abu Salabikh, Iraq 52 (1990), s. 85-93.
- Susan Pollock, Caroline Steele, Melody Pope, Investigations on the Uruk Mound, Abu Salabikh, 1990, Iraq 53 (1991), s. 59-68.
- J.N. Postgate, Abu Salabikh Excavations vol. 1 (The West Mound Surface Clearance, 1983)